# Isabelle Poulet
Pour les articles homonymes, voir Poulet (homonymie).
Isabelle Poulet, née en 1968 à Montréal, est une directrice générale et femme politique québécoise, élue députée de Laporte à l'Assemblée nationale du Québec sous la bannière de la Coalition avenir Québec lors des élections générales du 3 octobre 2022.

## Biographie

### Études
Née à Montréal en 1968, Isabelle Poulet complète un baccalauréat en communication à l'Université du Québec à Montréal en 2003. En 2021, elle termine un programme court de 2e cycle en développement des ressources humaines et des organisations à l'École nationale d'administration publique.

### Carrière politique
En 2005, elle se lance en politique municipale à Sainte-Julie avec le parti La voix des citoyens-Équipe Suzanne Roy. Les deux sont élues par acclamation lors des élections municipales du 6 novembre 2005. Roy devient la mairesse de la ville et Isabelle Poulet, conseillère municipale du district 1 - de la Belle-Rivière-Ringuet. Elles sont réélues à leur poste respectif en 2009, 2013 et 2017. Suzanne Roy ne se représente pas lors des élections de 2021. Isabelle Poulet, pour sa part, est réélu pour un 5e mandat lors de ces élections.
Le 29 mai 2022, lors du congrès de la Coalition avenir Québec, le chef de la formation et premier ministre, François Legault, annonce la candidature d'Isabelle Poulet pour son parti dans la circonscription de Laporte lors des prochaines élections,. Elle rejoint sa collègue, l'ex-mairesse Suzanne Roy, qui a annoncé le mois précédent sa candidature pour la même formation dans la circonscription de Verchères. Lors du scrutin du 3 octobre 2022, elle remporte l'élection avec 30,8 % des voix, une majorité de 654 voix sur son plus proche rival, le libéral Mathieu Gratton dont le parti détenait le siège depuis 1981, soit plus de 40 ans. Elle devient députée de la circonscription à l'Assemblée nationale du Québec et démissionne de son poste de conseillère municipale.
Le novembre 2022, elle est nommée adjointe gouvernementale du ministre du Travail, Jean Boulet.

### Implication communautaire
De 2012 à 2021, elle est la directrice générale de l'organisme sans but lucratif Ma deuxième maison à moi, une organisation qui offre des services aux familles vivant avec une personne ayant un trouble du spectre de l'autisme ou une déficience intellectuelle.

## Résultats électoraux
|                                                                                             | Nom                       | Parti                    | Nombre de voix | %      | Maj. |
| ------------------------------------------------------------------------------------------- | ------------------------- | ------------------------ | -------------- | ------ | ---- |
|                                                                                             | Isabelle Poulet           | Coalition avenir         | 10 361         | 30,8 % | 654  |
|                                                                                             | Mathieu Gratton           | Libéral                  | 9 707          | 28,8 % | -    |
|                                                                                             | Claude Lefrançois         | Québec solidaire         | 5 968          | 17,7 % | -    |
|                                                                                             | Soledad Orihuela-Bouchard | Parti québécois          | 4 108          | 12,2 % | -    |
|                                                                                             | Evelyne Latreille         | Conservateur             | 2 488          | 7,4 %  | -    |
|                                                                                             | Jean-Philippe Charest     | Vert                     | 497            | 1,5 %  | -    |
|                                                                                             | Herby Fremont             | Parti canadien du Québec | 445            | 1,3 %  | -    |
|                                                                                             | Ian Parent                | Climat Québec            | 113            | 0,3 %  | -    |
| Total                                                                                       | Total                     | Total                    | 33 687         | 100 %  |      |
| Le taux de participation lors de l'élection était de 64 % et 394 bulletins ont été rejetés. |                           |                          |                |        |      |